# Manuel de Jesús Galván
Manuel de Jesús Abreu Galván (Santo Domingo, 3 de enero de 1834-San Juan, 12 de diciembre de 1910) fue un novelista, político, periodista y diplomático dominicano, autor de Enriquillo, novela histórica publicada en 1879.
La edición completa de esa novela fue publicada en 1882, año del cuarto centenario del descubrimiento de América. El protagonista es un joven indígena que se opone a la conquista por parte de los españoles. La acción se desarrolla al finalizar el gobierno de Nicolás de Ovando, al tiempo que Diego Colón, hijo de Cristóbal Colón, llegaba a la isla hoy conocida como La Española. Enriquillo es considerada por muchos la novela histórica más importante de Hispanoamérica.

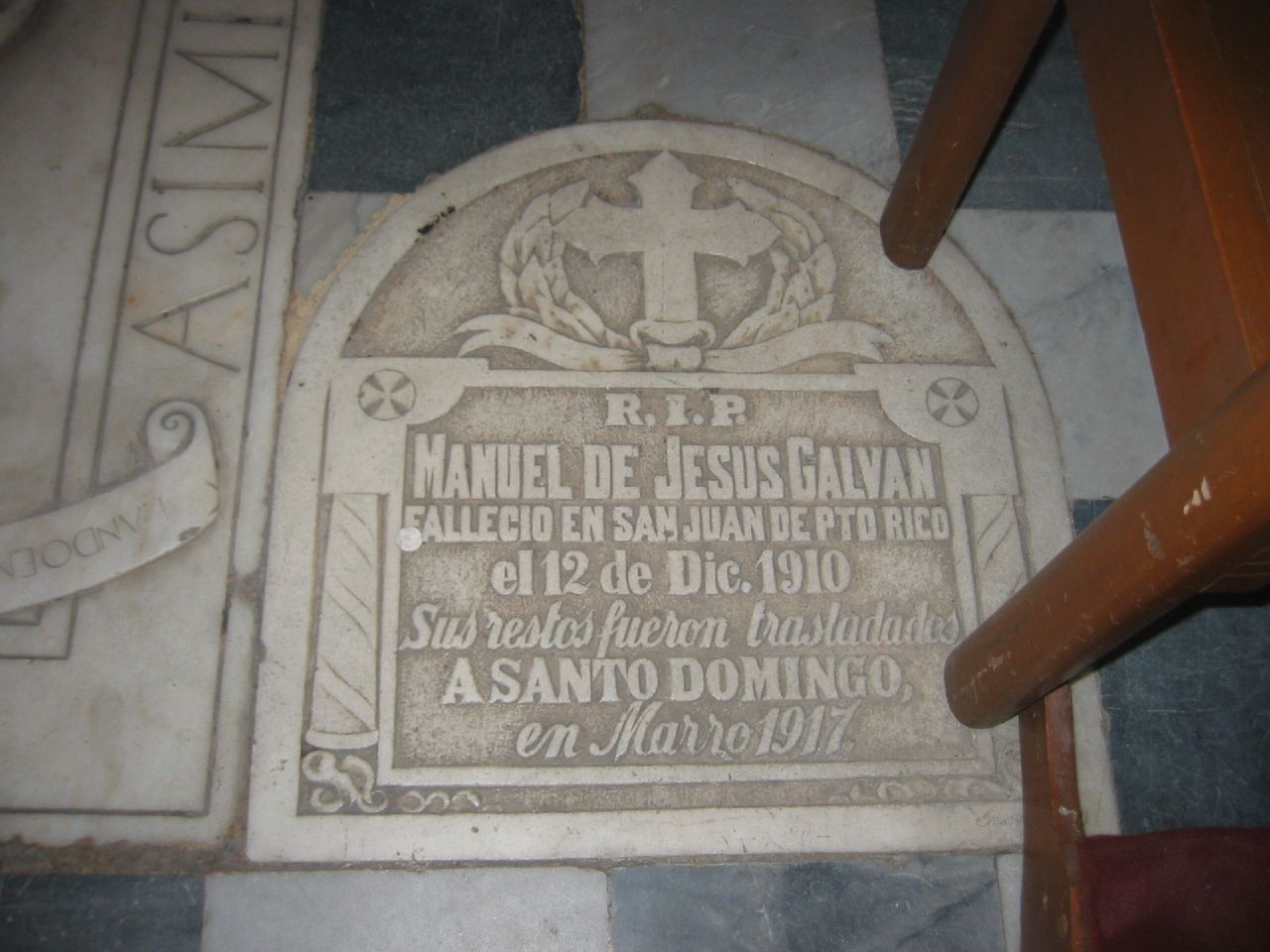
Tumba de Manuel de Jesús Galván en la Catedral de Santo Domingo

Galván es considerado como uno de los precursores de la literatura dominicana moderna, la cual tuvo su inicio con la fundación de la Sociedad Los Amantes de las Letras. Galván realizó grandes contribuciones a muchos periódicos del siglo XIX. Muchas de sus aportaciones relacionadas con la poesía se mantienen gracias a la relación que tuvo con esos periódicos. También fue uno de los escritores románticos de la República de Costa Rica.

## Enriquillo, leyenda histórica dominicana
La primera parte de Enriquillo, leyenda histórica dominicana data del año de 1879. Se realizó en la imprenta del Colegio de San Luis Gonzaga de Santo Domingo.
Posteriormente, en 1882, la imprenta García Hermanos, hizo la edición de la obra completa. En esta segunda edición, se lee una dedicatoria al "orador y publicista" Rafael María de Labra, presidente de la sociedad abolicionista española. En esta dedicatoria, fechada el 15 de julio de 1882, Galván dice:

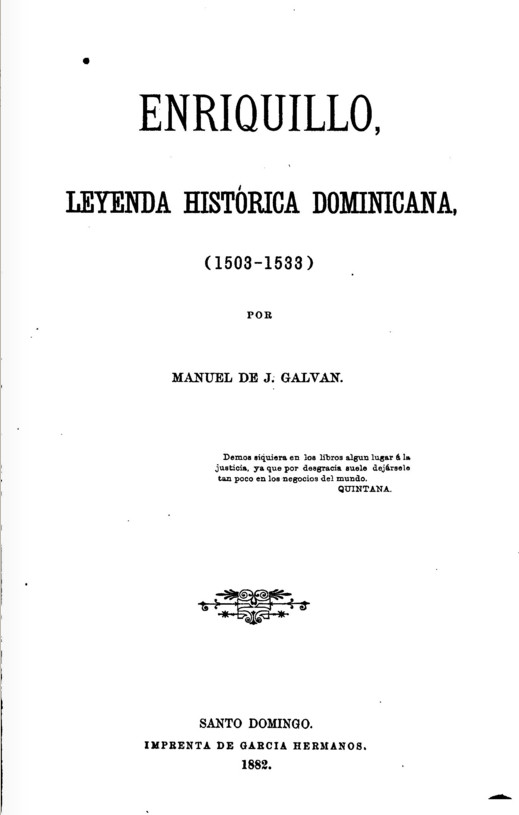
Portada de la segunda edición de Enriquillo de 1882

Entre los recuerdos más gratos de mi vida descuella el de una memorable fecha, en que la plaza mayor de la capital de Puerto Rico no bastaba a contener la multitud de gente de todas las clases, que además de cubrir el pavimento se apiñaba en los balcones y las azoteas circunvecinas. Desde el balcón central del palacio de la Intendencia un hombre arengaba con ademán solemne, con sonoro acento, aquella innumerable cuanto silenciosa multitud. Aquel hombre estaba investido de todos los atributos del poder; ejercía la autoridad absoluta en la Isla, era el gobernador capitán general don Rafael Primo de Rivera, y en aquel momento cumplía un bello acto de justicia proclamando en nombre de la Nación Española la abolición de la esclavitud en la hermosa Borinquén […]
Ruidosos y entusiastas vivas a España terminaron aquella escena sublime.
A impulsos de la profunda impresión, del júbilo indecible que en mí causó tan espléndido triunfo de la justicia sobre una iniquidad secular, recorrí con el rápido vuelo de la imaginación la historia de América, y buscando analogías morales en los primeros días de la conquista, mi mente se fijó complacida en las grandes figuras de un compatriota de usted, el ilustre filántropo fray Bartolomé de las Casas, y un compatriota mío, Enriquillo, último cacique de la Isla de Haití o Española, hoy Santo Domingo.
Desde entonces formé el atrevido propósito de escribir este libro, y dedicarlo a la insigne Sociedad Abolicionista Española.
Manuel de J. Galván

 ja papera

## Obras
- Enriquillo, leyenda histórica dominicana (1503-1533) (1879)
- El teléfono
- Sinceridad
- Amor